# Муйти-Корт
Муйти-Корт — горная вершина в Ачхой-Мартановском районе Чеченской Республики. Расположена к западу от селения Гозана, ныне ненаселённого.

## Название
В основе перевода оронима имя личное «Муйта» и чеченское «корт» — «вершина, гора», вершина Муйты. Муйта был умным и почитаемым в народе старцем. В некоторых источниках вершина указана как Муйты-корт, Майты-корт, Муьйты-корт и др.

## История
На вершине проводили некоторые заседания Мехк Кхела, для решения спорных вопросов сюда стекались чеченцы, ингуши, тушины и хевсуры.